# Gare de Verneuil-sur-Serre
Gare de Verneuil-sur-Serre vasútállomás Franciaországban, Verneuil-sur-Serre településen.

## Vasútvonalak
Az állomást az alábbi vasútvonalak érintik:
- La Plain-Hirson-vasútvonal

## Kapcsolódó állomások
A vasútállomáshoz az alábbi állomások vannak a legközelebb:
- Gare de Barenton-Bugny
- Gare de Dercy - Froidmont